# Tunnelhöhle (Hönnetal)
Die Tunnelhöhle ist eine zwischen dem Balver Ortsteil Binolen und der Hemeraner Burg Klusenstein gelegene Karsthöhle.
Sie befindet sich auf der westlichen Seite des Hönnetals in einer devonischen Massenkalksenke, die sich von Hagen bis nach Balve erstreckt. 
Die Höhle liegt oberhalb des Flusslaufes der Hönne und des Binolener Tunnels der Hönnetalbahn und gehört zusammen mit der benachbarten Friedrichshöhle und der Feldhofhöhle zu einem, von zwei Bächen geprägten, gemeinsamen Höhlensystem. Die Tunnelhöhle ist mit 24 Meter Gesamtganglänge die kleinste der drei Höhlen. Der zwei Meter breite und drei Meter hohe Höhleneingang befindet sich direkt über der Mauerbrüstung des nördlichen Tunnelportals. Der 40 Grad schräg aufwärts verlaufende Profilgang, der eine runde und ovale Querschnittsform hat, lässt vermuten, dass damals erhebliche Wassermassen in Richtung Hönne geflossen sind.
Die kleine Tunnelhöhle ist Herberge von Höhlenspinnen, Faltern und anderer troglophiler Insektenarten. An der Decke der Höhle zeigen sich Mondmilchstränge, die teilweise mehrere Zentimeter dick sind und sich vom Höhleneingang bis in den hintersten Teil der Höhle erstrecken. Hier im hintersten Teil des ausgeprägten sogenannten Schlüssellochprofilgangs folgen drei kleinere Arme, die jedoch so eng sind, dass kein Mensch hindurch passt.